# Vienna Blood – Die letzte Séance
Vienna Blood – Die letzte Séance (englischer Titel: The Last Seance) ist ein britisch-österreichischer Fernsehfilm der Krimireihe Vienna Blood aus dem Jahr 2019 von Robert Dornhelm mit Matthew Beard als Arzt und Psychoanalytiker Max Liebermann und Juergen Maurer als Wiener Kriminalbeamten Oskar Rheinhardt. Das Drehbuch von Stephen Thompson basiert auf den Liebermann-Krimis von Frank Tallis.
Die Erstausstrahlung erfolgte am 18. November 2019 auf BBC Two und auf ORF 2 am 20. Dezember 2019 im Zweikanalton. In Deutschland wurde der Film erstmals am 15. November 2020 im ZDF gezeigt.

## Handlung
Der Wiener Kriminalbeamte Oskar Rheinhardt untersucht im Wien des Jahres 1906 in der Leopoldstadt den Tod einer Frau, deren Identität zunächst unbekannt ist. Ein Abschiedsbrief lässt auf einen Suizid schließen, eine Waffe ist unauffindbar, die Leiche befindet sich in einem von innen verschlossenem Raum. Bei seinen Ermittlungen erhält Rheinhardt Unterstützung von dem Arzt und Psychoanalytiker Dr. Max Liebermann, der ihn, zunächst zum Missfallen des Beamten, im Rahmen eines Forschungsprojekts begleitet. Das Opfer wurde durch einen Schuss ins Herz getötet, an der Leiche findet sich eine Eintrittswunde, aber keine Austrittswunde, die Kugel fehlt. Es gibt zunächst weder Zeugen noch Verdächtige.
Nach Berichterstattung über den Fall in der Wochenzeitung Das interessante Blatt bietet Inspektor von Bülow Kommissar Strasser an, den Fall zu übernehmen. Strasser drängt Rheinhardt gegenüber auf Ergebnisse. Liebermann analysiert den Abschiedsbrief, in dem sie „Gott vergibt mir. Ich habe Verbotenes getan. Er wird mich in die Hölle verbannen.“ schrieb, und findet heraus, dass sie zunächst „uns“ statt „mich“ schreiben wollte, dies aber korrigiert hat.
Rheinhardt ordnet daraufhin eine Obduktion der Gebärmutter des Opfers an. Diese ergibt, dass das Opfer schwanger war. Als Täter käme damit der Vater des Kindes in Frage, der sein Verhältnis mit dem Opfer vertuschen wollte.
Bei der Suche nach der Identität des Opfers erfahren sie von der Schneiderin Rosa Sucher, dass es sich um das Medium Charlotte Löwenstein handelt. Sucher nahm bei ihr an einer Séance teil. Ein weiterer Teilnehmer war Otto Braun, er hatte sie an Löwenstein vermittelt. Sucher und Braun hatten sich am Friedhof getroffen. Rheinhardt nimmt an, dass es sich bei Otto Braun um den Täter handelt. Von einer Prostituierten erfährt Rheinhardt, dass Braun als Illusionist tätig ist. Nach einer Verfolgungsjagd über die Dächer Wiens und durch den Wiener Untergrund kann Rheinhardt Braun festnehmen.
Von Braun erfährt Liebermann, dass Charlottes Eltern starben, als sie sehr jung war. Braun suchte eine Schauspielerin für seine Séancen, Braun und Löwenstein kannten sich vom Theater. Braun streitet die Tat ab. Liebermann glaubt ihm, weil der Täter den Mord vermutlich begangen hat, um seinen Ruf zu schützen; Braun hat jedoch keinen Ruf zu verlieren. Braun wird freigelassen und später tot aufgefunden. In seiner Unterkunft finden sie auf einem Zettel die Nummern der Grabsteine von kürzlich Verstorbenen, vermutlich für die Suche nach neuen Kunden für seine Séancen.
In der Folge suchen sie die Hinterbliebenen dieser Verstorbenen, etwa Heinrich und Juno Hölderlein sowie Karl Überhorst, auf. Juno Hölderlein und Karl Überhorst waren Kunden von Charlotte Löwenstein. Rheinhardt verdächtigt Heinrich Hölderlein des Mordes an Löwenstein, einen Mann von Stand, der sich um seinen Ruf sorgt und somit in das gesuchte Profil passt. Außerdem fällt Liebermann auf, dass sich Rheinhardt gut auf dem Friedhof auskennt. Rheinhardt erzählt ihm, dass seine kleine Tochter gestorben ist und seine Frau nicht damit zurechtkam.
Cosima von Rath hatte Löwenstein in die gehobene Gesellschaft eingeführt. Sie soll für Rheinhardt eine Séance organisieren. Die Sitzung leitet „Madame De Rougemont“, bürgerlich Isolde Sedlmair. Teilnehmer sind unter anderem Heinrich und Juno Hölderlein, Rosa Sucher und Karl Überhorst. Während der Sitzung bricht Juno zusammen, die Sitzung wird abgebrochen. Liebermann findet heraus, dass Löwenstein eine Kamera in ihrem Raum installiert hatte. Vermutlich wollte sie ihren Mörder mit den Aufnahmen erpressen.
Nachdem der Bürgermeister Carl Lueger Druck auf Kommissar Strasser ausübt, zieht dieser Rheinhardt von dem Fall ab, der ermittelt jedoch weiter. Er findet heraus, dass der Täter eine ältere Waffe verwendet hat. Als Munition dürfte menschliches Gewebe verwendet worden sein, sodass es keine Austrittswunde gab. Zum Verschließen des Raumes und Umdrehen des Schlüssels von außen wurde eine spezielle Zange, wie sie in der Pathologie Anwendung findet, verwendet. Liebermann findet heraus, dass der Antisemit Hans Brückmüller, der anstelle von Lueger Bürgermeister werden möchte, der Liebhaber Charlottes und der Vater ihres ungeborenen Kindes war. Er hatte Charlotte gezwungen, den Abschiedsbrief zu schreiben, bevor er sie erschoss. In einer Gondel des Wiener Riesenrades kommt es zum Kampf zwischen Liebermann und Brückmüller. Als Liebermann abzustürzen droht, schießt Rheinhardt auf Brückmüller, der schließlich schwer verletzt verhaftet wird.

## Produktion
Die Dreharbeiten zu Die letzte Séance fanden vom 15. Oktober bis zum 16. November 2018 in Wien und Umgebung statt. Als Drehorte dienten unter anderem das Wiener Riesenrad, das Hotel Sacher, die Kirche am Steinhof, der Wiener Zentralfriedhof und das Wiener Konzerthaus.
Unterstützt wurde die Produktion vom Filmfonds Wien, dem Fernsehfonds Austria und dem Land Niederösterreich, beteiligt waren der Österreichische Rundfunk und das ZDF.
Produziert wurde die Serie von der österreichischen MR Film und der britischen Endor Productions, an der die Red Arrow Studios beteiligt sind. Für das Kostümbild zeichnete Thomas Oláh verantwortlich, für die Ausstattung Bertram Reiter und für das Maskenbild Michaela Payer.
Das Drehbuch schrieb der Engländer Stephen Thompson, der für drei Folgen der mehrfach ausgezeichneten englischen Fernsehserie Sherlock die Drehbücher verfasst hat. Das führte nach der Veröffentlichung zu eingehenden Vergleichen der beiden Serien in der englischen Presse.
Gedreht wurde auf Englisch, die deutschsprachigen Schauspieler synchronisierten sich für die deutschsprachige Fassung selbst.

## Rezeption

### Kritiken
The Guardian überschrieb seine ausführliche Filmkritik mit: „So much like Sherlock it seems like a spoof“. Die Rezensentin zieht das Fazit, die Geschichte sei alles in allem ziemlich absurd, aber trotzdem unterhaltsam. Dass sie sich so in die Länge ziehe, liege an dem Wust von Subplots und den vielen angetippten Themen: Antisemitismus, Elektroschocktherapie, Profiling, Psychoanalyse, Séancen, Filz von Politik und Wirtschaft etc. Probleme hat die Rezensentin mit der Rolle, die den Frauen im Film zugedacht wird: Entweder dienten sie dazu, körperliche Reize effektvoll ins Szene zu setzen, oder sie seien entweder hysterisch oder bedürftig. Da aber Beard und Maurer exzellent spielten, wolle sie diese Mängel verzeihen.
Anna-Maria Wallner befand in der Tageszeitung Die Presse, dass der Vergleich mit der britischen Fernsehserie Sherlock zumindest für Die letzte Séance hinke. Dazu seien Inspektor und Arzt einander zu fremd, habe Liebermann zu wenig übersinnliche Fähigkeiten, komme der Fall viel weniger leichtfüßig daher. Die beiden wirkten noch zu wenig wie ein seltsames Paar. Nur die verspielte Musik und die Kameraführung vor allem in der ersten Hälfte des Films erinnere an die britische Detektivserie.
Helmut Atteneder bezeichnete den Film in den Oberösterreichischen Nachrichten als „gelungenen Wurf“ sowie „als Lehrstück, als Messlatte für dieses inflationär im TV gezeigte Genre“. Dornhelm führe meisterhaft Regie in diesem Sozialreport des Wien um die Wende zum 20. Jahrhundert. Atteneder lobte neben Filmmusik und Kameraführung die Schauspieler, insbesondere hob er neben Juergen Maurer und Matthew Beard auch den Auftritt von Maria Bill hervor: „Großes Kino war der in zwei Gesangsbeiträgen vermittelte Unterschied der Weltanschauungen und sozialen Schichten.“

### Einschaltquote
Der Film wurde bei Erstausstrahlung auf BBC Two am 18. November 2019 von durchschnittlich 1,8 Millionen Zusehern verfolgt, der Marktanteil betrug neun Prozent.
Im ORF wurde die Erstausstrahlung am 20. Dezember 2019 von bis zu 700.000 und durchschnittlich 670.000 Zuschauern gesehen, der Marktanteil lag bei 24 Prozent.
Die Erstausstrahlung im ZDF erreichte 2,58 Millionen Zuseher bei einem Marktanteil von 12,7 Prozent.